# أوبيكابون
أوبيكابون (بالإنجليزية: Opicapone)؛ هو دواءٌ يُعطى مع الليفودوبا (L-DOPA) للمصابين بمرض باركنسون، ويُباع تحت الاسم التجاري (بالإنجليزية: Ongentys).